# Deslizamentos de terra em Wayanad em 2024
Os deslizamentos de terra de Wayanad de 2024 foram uma série de deslizamentos de terra que ocorreram nas aldeias de Punjirimattom, Mundakkai, Chooralmala e Vellarimala em Meppadi panchayat, Vythiri taluk no distrito de Wayanad, Kerala, Índia, na madrugada de 30 de julho de 2024. Os deslizamentos de terra foram causados por fortes chuvas que causaram o colapso das encostas, destruindo as áreas abaixo. O desastre foi um dos mais mortais da história de Kerala, com relatos de 254 mortes 397 feridos e 118 pessoas desaparecidas. Desmatamento, sensibilidade sísmica, má construção de edifícios e aquecimento global foram identificados como possíveis causas para os deslizamentos de terra e fatalidades.
Muitas agências governamentais, como as forças armadas, a Força Nacional de Resposta a Desastres (NDRF), serviços de bombeiros e resgate e autoridades florestais e de vida selvagem, bem como voluntários, lançaram uma missão de resgate em larga escala para procurar sobreviventes.